# Walter Engelhardt (Admiral)
Walter Engelhardt (* 22. August 1867; † 1943) war ein deutscher Vizeadmiral der Kaiserlichen Marine.

## Leben
Walter Engelhardt trat im April 1884 in die Kaiserliche Marine ein. Am 12. Juli 1894 wurde er als Adjutant an die Werft Danzig kommandiert.
Als Leutnant zur See übernahm er im November und Dezember 1897 kurz das Kommando über das Kanonenboot Otter und war ab Januar 1897 dann bis Oktober 1900 Kommandant des Bootes (Beförderung zum Kapitänleutnant am 12. April 1898). Anfang 1904 wurde er als Erster Offizier auf der Hohenzollern zum Korvettenkapitän befördert.
Von September 1907 war er, ab 30. März 1908 als Fregattenkapitän, bis März 1909 Kommandant des Küstenpanzerschiffs Ägir. Anschließend war er bis April 1911 Kommandant des Großen Kreuzers Hertha, welcher unter seinem Kommando als Schulschiff eingesetzt war. In dieser Position wurde er am 6. August 1909 zum Kapitän zur See befördert. Vom 1. August 1911 an war er bis 23. August 1915 Kommandant des Großlinienschiffs Ostfriesland. Bis November 1915 war er mit der Wahrnehmung der Geschäfte des II. Admiral des IV. Geschwaders beauftragt. Am 11. November 1915 wurde eine Bereitschaftsdivision der Ostsee, welche aber zum 31. Januar 1916 bereits wieder aufgelöst wurde, aufgestellt und unter sein Kommando gestellt. Anschließend war er bis Februar 1916, am 27. Januar 1916 wurde er zum Konteradmiral befördert, II. Admiral des IV. Geschwaders und wechselte dann in die gleiche Position beim I. Geschwader. Von April 1917 bis März 1918 war er Kommandant von Kiel und wurde anschließend bis Kriegsende Inspektor der Inspektion der Küstenartillerie und des Minenwesens. Zeitgleich war er auch Kommandant der Befestigungen in Cuxhaven.
Am 12. Februar 1919 wurde er aus der Marine verabschiedet, erhielt aber am 4. September 1919 den Charakter als Vizeadmiral verliehen. Zum 21. Juni 1920 wurde er mit Rangdienstalter vom 12. Februar 1919 Vizeadmiral.